# Великая американская пустыня
Великая американская пустыня (англ. Great American Desert) — регион Северной Америки, расположенный к востоку от Скалистых гор примерно до 100-го меридиана западной долготы. В 1820 году этим термином Стивен Харриман Лонг назвал равнинный и безлесный район Соединённых Штатов во время своей экспедиции.
Сегодня эту местность обычно называют Высокими равнинами и первоначальный термин в настоящее время иногда используется для описания засушливого региона Северной Америки, который включает в себя части северо-западной Мексики и американского Юго-Запада.

## Открытие и описание
Когда этот регион был приобретен Соединёнными Штатами в рамках Луизианской покупки в 1803 году, президент США Томас Джефферсон писал об «огромных и непроходимых пустынях» этого региона. Зебулон Пайк так описал этот район во время своей экспедиции: 

«Эти обширные равнины западного полушария со временем могут стать такими же знаменитыми, как песчаные пустыни Африки, ибо на своём пути я видел в разных местах участки на многие лиги, куда ветер отбрасывал пески во всей причудливой форме катящейся океанской волны, на которой не было ни крупицы растительного вещества».
В 1823 году майор Стивен Лонг, правительственный геодезист и руководитель следующей официальной исследовательской экспедиции, составил карту, на которой эта местность была обозначена как «Великая американская пустыня». В отчёте, который сопровождал карту, географ партии Эдвин Джеймс написал об этом регионе:

«Я, не колеблясь, высказываю мнение, что он почти полностью непригоден для возделывания и, конечно, непригоден для проживания людьми, зависящими от сельского хозяйства для их пропитания. Хотя иногда встречаются участки плодородной земли, значительно обширные, всё же нехватка древесины и воды, почти повсеместно распространённые, окажутся непреодолимым препятствием на пути заселения страны».
Эти представления были поддержаны Вашингтоном Ирвингом, который сравнил Великую американскую пустыню с древними степями Азии. Отчёты Пайка, Лонга и описания Ирвинга привели к тому, что в некоторых учебниках географии того времени были показаны песчаные дюны и верблюды в районе нынешних штатов Канзас и Небраска.

## Заселение
С возникновением Орегонского пути первые поселенцы, отправлявшиеся на запад, пытались пройти через этот регион как можно быстрее, направляясь, как считалось, к более лучшим землям. Даже когда началась массовая миграция в Орегон и Калифорнию, эти территории оставались всё ещё незаселёнными и малоцивилизованными. Из-за нежелания белых поселенцев селиться на этих землях, регион стал последним оплотом для многих индейских племён Великих равнин.
Начиная с середины XIX века евроамериканцы стали основывать поселения и ранчо на этой территории, что стало одной из причин новых столкновений с индейцами. Со временем на землях Великой американской пустыни стало развиваться сельское хозяйство,
отчасти благодаря тому, что значительная часть региона оказалась расположена на одном из крупнейших в мире резервуаров подземных вод — водоносном горизонте Огаллала.   